# 龙潭站 (南京市)
龙潭站位于江苏省南京市栖霞区龙潭街道河北村149号，是一个京沪铁路上的车站，目前为三等站，目前主要办理列车到发、会让，车辆摘挂、取送等作业，客运不办理业务，货运主要办理整车、货场、专用线业务。

## 概要
龙潭站始建于1907年，1908年随沪宁铁路建成通车，为当时沪宁线上较大的车站之一。铁路的开通迅速令龙潭镇得到了快速的发展，逐步成为建材工业基地，成为句容县除县城驻地以外的第一大镇。1921年中国水泥厂在龙潭建厂，一度为是中国水泥行业最早的五大厂家之一。华中铁道期间车站加设第二条侧线。
1954年车站上行至尧化门区间路段因多次发生路基坍塌事故后被改线，避开易受洪灾的长江沿岸。新线预留复线建设条件。1974年车站上下行区间实现复线化。2007年4月18日，车站在第六次大提速后后停办客运业务。
为加强南京港龙潭港区疏港能力，南京市当地政府于2017年投资计划新建南京龙潭港铁路专用线。专用线自龙潭站西咽喉引出，全长5.46公里，正线铺轨2.534公里，站线铺轨6.516公里，龙潭站增建5条股道。工程于2019年10月开工，2020年10月龙潭站改造完毕，2020年12月完工，2021年1月通过上海局集团验收。

## 车站结构
龙潭站现有1个建筑面积80平米的货运营业厅，1个建筑面积15731平米的货场，1个建筑面积219平米的仓库。车站站房为两层复式建筑，外立面为红色。

### 站线布置
龙潭站原设有3个站台，7条铁轨。车站现有专用线2条，分别通往中国水泥厂、龙潭水泥厂和石榴园采石场。2020年龙潭港铁路专用线接入车站后于车站对侧新增3条到发线和2条调车线。
| 北↑        |             |                                       |  |
| 11,13,15道 |             | 龙潭港货车调车线                      |  |
| 5,7,9道    |             | 龙潭港货车到发线                      |  |
| 3道        |             | 到发线                                |  |
| Ⅰ道        |             | （南京东Ⅴ场）京沪铁路下行正线（下蜀） |  |
|            | 岛式，3站台 |                                       |  |
| Ⅱ道        |             | （南京东Ⅳ场）京沪铁路上行正线（下蜀） |  |
| 4道        |             | 到发线                                |  |
|            | 岛式，2站台 |                                       |  |
| 6道        |             | 到发线                                |  |
| 8道        |             | 到发线                                |  |
| 10道       |             | 到发线                                |  |
|            | 侧式，1站台 |                                       |  |
| 南↓        |             | 车站站房                              |  |

## 事件
- 1908年5月11日一名16岁少年在车站附近路轨行走时被火车碾压身亡，导致上千村民围攻车站，并阻挠列车行驶，是为龙潭事件。事件导致铁路及两江总督开始重视对铁路沿线居民的安全教育[17]。
- 1911年车站附近长5英里的路轨被40年一遇洪水淹没。其后1915年、1916年车站亦曾被洪水淹没，中断行车长达24小时以上。1954年车站上行路段被洪水冲毁。在此次洪水后上海铁路局决定将沪宁铁路尧化门——龙潭段改线[9]。
- 龙潭站为1927年北伐战争中龍潭戰鬥的重要战场之一[18]。
- 2006年10月24日清晨4点40分龙潭站下行正线路轨突然断裂，车站值班员发现情况后紧急扣停5分钟后即将通过车站的北京-上海Z1次列车。随后铁路部门组织人员对铁路进行抢修，至7时左右恢复畅通。此次事件造成造成沪宁铁路十余趟列车晚点，其中八列为北京发往上海的快速直达列车[19]。